# Concubinato
Il concubinato o relazione libera descrive la situazione familiare in cui una donna, non legata da vincolo di coniuge, convive e viene economicamente mantenuta da un uomo che è coniugato con un'altra donna: in questa situazione i due membri della coppia vengono solitamente definiti "amanti" o "conviventi" nella lingua italiana.

## Storia
Nel diritto romano il concubinato ha ottenuto una prima rilevanza giuridica con la Lex Iulia de adulteriis. L'istituto ha subito notevoli modificazioni nel corso del tempo ed è stato disciplinato in modo differente nei diversi sistemi giuridici nazionali. È disciplinato positivamente solo in alcuni ordinamenti nazionali.
La donna coinvolta nel concubinato viene detta concubina. Il termine deriva dalla parola latina concùmbere composta da:
- con (→cum): assieme
- cùmbere (→cubare): giacere a letto.

Il corrispondente maschile non è sostanzialmente mai entrato in uso, a causa dell'asimmetria della relazione; l'uomo era infatti nella stragrande maggioranza dei casi il partner dominante, sia socialmente che economicamente. Nel 316, tre anni dopo l'Editto di Milano, fu proibito anche il concubinato maschile nell'Impero romano, nella cornice di un insieme di leggi restrittive nei confronti del paganesimo. Nelle società che permettevano la schiavitù, il concubinato poteva coinvolgere una schiava e il suo padrone. Tuttavia si trattava spesso di una relazione consensuale, dato che forniva un mezzo di sostentamento per la concubina. Normalmente la concubina viveva nella stessa residenza del suo partner.
Il termine veniva usato anche per indicare lo stato di un uomo e una donna non sposati che convivono come amanti senza obblighi permanenti (caratteristici del matrimonio).
Tale relazione viene comunemente indicata dall'espressione "convivenza more uxorio", o semplicemente "convivenza". Da notare che in paesi come la Francia il termine "concubinage" esprime precisamente il concetto di "convivenza more uxorio" o di unione civile. Nella Svizzera italiana il termine concubinato corrisponde giuridicamente alla convivenza more uxorio italiana.
In Europa, le concubine dei nobili erano dette "cortigiane". Dato che i matrimoni tra nobili erano combinati, spesso i nobili avevano una relazione sentimentale con una cortigiana; questa era detta "la favorita".

## Caratteristiche
Forme di concubinato sono esistite in tutte le culture, anche se la prevalenza della pratica e i diritti e le aspettative delle persone coinvolte sono variati considerevolmente, così come i diritti della prole nata da tali rapporti, lo status giuridico e sociale della concubina, il suo ruolo all'interno la percezione dell'istituzione da parte della famiglia e della società. Un rapporto di concubinato poteva svolgersi volontariamente, con le parti coinvolte che si impegnavano a non contrarre matrimonio, oppure involontariamente (cioè attraverso la schiavitù). Nelle società proprietarie di schiavi, la maggior parte delle concubine erano schiave, chiamate anche "concubine-schiave". Questa istituzionalizzazione del concubinato con le schiave risale ai tempi babilonesi, ed è stata praticata nelle culture patriarcali nel corso della storia. Qualunque fosse lo status e i diritti delle persone coinvolte, erano generalmente inferiori a quelli di un coniuge legittimo, spesso con diritti di eredità limitati o esclusi.
Il concubinato e il matrimonio sono spesso considerati simili ma si escludono a vicenda. In passato, una coppia potrebbe non essere in grado di sposarsi a causa delle differenze di classe sociale, etnia o religione, oppure un uomo potrebbe voler evitare le complicazioni legali e finanziarie del matrimonio. Gli impedimenti pratici o i disincentivi sociali al matrimonio di una coppia potrebbero includere differenze di status sociale, un matrimonio esistente e leggi contro la bigamia, divieti religiosi o professionali o la mancanza di riconoscimento da parte delle autorità competenti.
La concubina in un concubinato tendeva ad avere uno status sociale inferiore rispetto alla parte sposata o al proprietario della casa, e questo era spesso il motivo per cui il concubinato veniva preferito al matrimonio. Una concubina poteva essere una “aliena” in una società che non riconosceva i matrimoni tra stranieri e cittadini. In alternativa, potrebbe essere uno schiavo o una persona di famiglia povera interessata a un'unione con un uomo della nobiltà. In altri casi, ad alcuni gruppi sociali era vietato sposarsi, come i soldati romani, e il concubinato fungeva da valida alternativa al matrimonio.
Nelle situazioni poliginose, il numero di concubine consentite all'interno di un accordo di concubinato individuale variava notevolmente. Nel diritto romano, dove era prevista la monogamia, il rapporto era identico (e alternativo) al matrimonio fatta eccezione per la mancanza di affetto coniugale da parte di entrambi o di uno dei coniugi, che conferiva diritti relativi alla proprietà, all'eredità e al rango sociale. Al contrario, in alcune parti dell'Asia e del Medio Oriente, gli uomini potenti tenevano tutte le concubine che potevano sostenere finanziariamente. Alcune famiglie reali avevano migliaia di concubine. In questi casi il concubinato serviva come status symbol e per la produzione di figli. Nelle società che accettavano la poliginia, c'erano vantaggi nell'avere una concubina rispetto a un'amante, poiché i figli di una concubina erano legittimi, mentre i figli di un'amante sarebbero stati considerati "bastardi".

## Categorizzazione
Gli studiosi hanno tentato di classificare vari modelli di concubinato praticati nel mondo.
L'Enciclopedia Internazionale di Antropologia fornisce quattro forme distinte di concubinato:
- Concubinato reale, dove la politica era collegata alla riproduzione. Le concubine divennero consorti del sovrano, favorirono le relazioni diplomatiche e perpetuarono la linea di sangue reale. Le concubine imperiali potevano essere selezionate dalla popolazione generale o dai prigionieri di guerra. Esempi di ciò includevano la Cina imperiale, l'impero ottomano e il sultanato di Kano.
- Concubinato d'élite, che offriva agli uomini la possibilità di aumentare lo status sociale e soddisfare i desideri. La maggior parte di questi uomini aveva già delle mogli. Nell'Asia orientale questa pratica era giustificata dal confucianesimo. Nel mondo musulmano questo concubinato somigliava alla schiavitù.
- Il concubinato potrebbe essere una forma di relazione di diritto comune che consentiva a una coppia che non voleva o desiderava sposarsi di vivere insieme. Questo era prevalente nell’Europa medievale e nell’Asia coloniale. In Europa, alcune famiglie scoraggiavano il matrimonio dei figli più piccoli per evitare la divisione del patrimonio familiare tra molti eredi.
- Il concubinato potrebbe anche funzionare come una forma di schiavitù sessuale delle donne in un sistema patriarcale. In tali casi i figli della concubina potevano diventare permanentemente inferiori ai figli della moglie. Gli esempi includono l'India Mughal e la Corea Choson.

Junius P. Rodriguez fornisce tre modelli culturali di concubinato: asiatico, islamico ed europeo.

## Antichità

### Mesopotamia
In Mesopotamia era consuetudine che una moglie sterile desse al marito una schiava come concubina per avere figli. Lo status di tali concubine era ambiguo; normalmente non potevano essere venduti ma rimanevano schiavi della moglie. Tuttavia, nel tardo periodo babilonese, ci sono rapporti secondo cui le concubine potevano essere vendute.
Periodo antico assiro (XX-XVIII secolo a.C.)
In generale, il matrimonio era monogamo. “Se dopo due o tre anni di matrimonio la moglie non aveva partorito figli, il marito poteva acquistare uno schiavo (che poteva anche essere scelto dalla moglie) per produrre eredi. Questa donna, invece, rimase schiava e non ottenne mai lo status di seconda moglie."
Periodo medio assiro (XIV-XI secolo a.C.)
Nel periodo medio-assiro, la moglie principale (assatu) indossava un velo per strada, così come una concubina (esirtu) se accompagnava la moglie principale o se era sposata. «Se un uomo vela in pubblico la sua concubina, dichiarando 'lei è mia moglie', questa donna sarà sua moglie”. Era illegale per le donne non sposate, le prostitute e le schiave indossare il velo per strada. "I figli di una concubina erano di rango inferiore rispetto ai discendenti di una moglie, ma potevano ereditare se il matrimonio di quest'ultima rimaneva senza figli."

### Antico Egitto

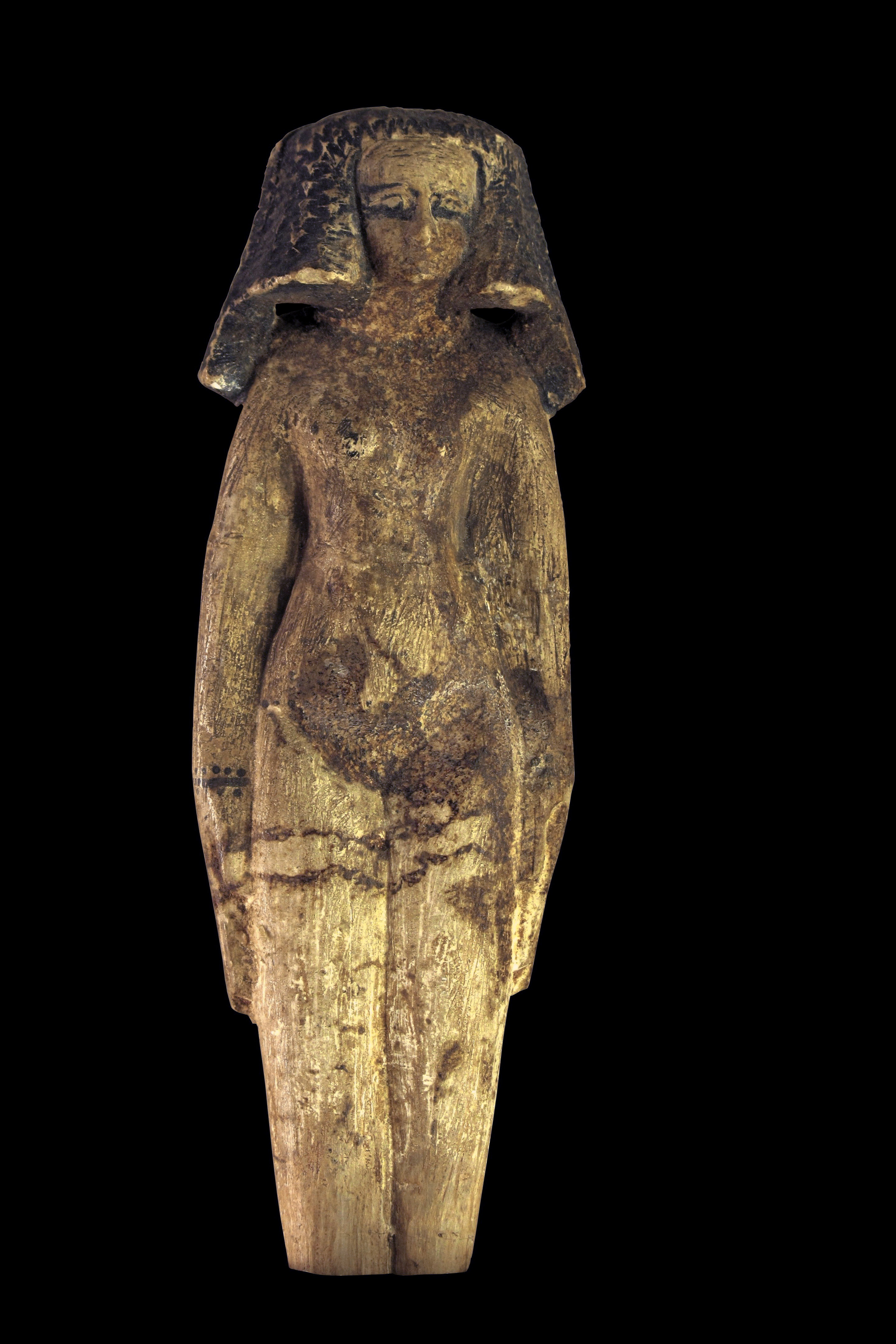
Ushabti di una concubina nuda (legno dipinto, 2050-1710 a.C.)

Mentre la maggior parte degli antichi egizi erano monogami, un faraone maschio avrebbe avuto altre mogli e concubine minori oltre alla grande moglie reale. Questa disposizione avrebbe consentito al faraone di contrarre matrimoni diplomatici con le figlie degli alleati, come era consuetudine degli antichi re. Il concubinato era un'occupazione comune per le donne nell'antico Egitto, specialmente per le donne di talento. Una richiesta di quaranta concubine da parte di Amenhotep III (c. 1386–1353 a.C.) a un uomo di nome Milkilu, principe di Ghezer afferma:
"Ecco, ti ho mandato Hanya, il commissario degli arcieri, con mercanzie per avere bellissime concubine, cioè tessitrici. Argento, oro, indumenti, ogni sorta di pietre preziose, sedie di ebano e tutte le cose buone, del valore di 160 deben. In totale: quaranta concubine, il prezzo di ogni concubina è quaranta pezzi d'argento. Mandate dunque concubine bellissime, senza difetti. — (Lewis, 146) 
Le concubine sarebbero state tenute nell'harem del faraone. Amenhotep III teneva le sue concubine nel suo palazzo a Malkata, uno dei più opulenti della storia dell'Egitto. Il re era considerato meritevole di molte donne purché si prendesse cura anche della sua grande moglie reale.

### Israele e la Bibbia
Casi di relazioni feconde con le ancelle delle mogli sono riportati per i patriarchi: Abramo e Agar da cui nacque Ismaele e Giacobbe con Zilpa e Bila.
Malachia 2,14-16 afferma che Dio è il testimone del patto tra l'uomo e la sposa della sua gioventù. Derogò quest'obbligo di fedeltà e monogamia, concedendo temporaneamente ad alcuni patriarchi il concubinato e la poligamia, soltanto "perché cercava la discendenza promessagli da Dio."

### Antica Grecia
Nell'antica Grecia, la pratica di tenere una concubina (greco antico: παλλακίς pallakís) era comune tra le classi superiori, e si trattava per la maggior parte di donne schiave o straniere, ma occasionalmente nate libere in base ad accordi familiari (tipicamente provenienti da famiglie povere). I bambini prodotti da schiavi rimanevano schiavi e quelli di concubine non schiave variavano nel tempo; a volte avevano la possibilità di cittadinanza. La legge prescriveva che un uomo potesse uccidere un altro uomo sorpreso a tentare una relazione con la sua concubina. Entro la metà del IV secolo, le concubine potevano ereditare la proprietà, ma, come le mogli, venivano trattate come proprietà sessuale. Sebbene nella letteratura compaiano riferimenti allo sfruttamento sessuale delle ancelle, era considerato vergognoso per un uomo tenere tali donne sotto lo stesso tetto di sua moglie. Apollodoro di Acarnae disse che le etere erano concubine quando avevano una relazione permanente con un solo uomo, ma usò comunque i due termini in modo intercambiabile.

### Antica Roma
Un concubinatus (latino per "concubinato" - come anche concubina, considerato più mite di paelex, e concubinus, "sposo") era un'istituzione di quasi-matrimonio tra cittadini romani che per vari motivi non volevano entrare in un matrimonio completo. L'istituto si riscontrava spesso nelle coppie squilibrate, dove uno dei membri apparteneva ad un ceto sociale più elevato o dove uno dei due era libero e l'altro era nato ingenuo. Tuttavia differiva da un contubernium, dove almeno uno dei partner era schiavo.
Il rapporto tra un cittadino libero e uno schiavo o tra schiavi era noto come contubernium. Il termine descrive una vasta gamma di situazioni, dalla semplice schiavitù sessuale al quasi-matrimonio. Ad esempio, secondo Svetonio, Cenide, schiava e segretaria di Antonia Minore, era la moglie di Vespasiano "in tutto tranne che nel nome", fino alla sua morte nel 74 d.C.. Inoltre, non era raro che gli schiavi creassero unioni di tipo familiare, consentito ma non tutelato dalla legge. La legge permetteva al proprietario di schiavi di liberare lo schiavo e contrarre un concubinato o un matrimonio regolare.

## Asia
Il concubinato era molto popolare prima dell'inizio del XX secolo in tutta l'Asia orientale. La funzione principale del concubinato per gli uomini era il piacere e la produzione di ulteriori eredi, mentre per le donne la relazione poteva fornire sicurezza finanziaria. I figli delle concubine avevano diritti inferiori in relazione all'eredità, che era regolata dal sistema Dishu.
In Cina e nel mondo musulmano, la concubina di un re poteva raggiungere il potere, soprattutto se anche suo figlio diventava monarca.

### Cina

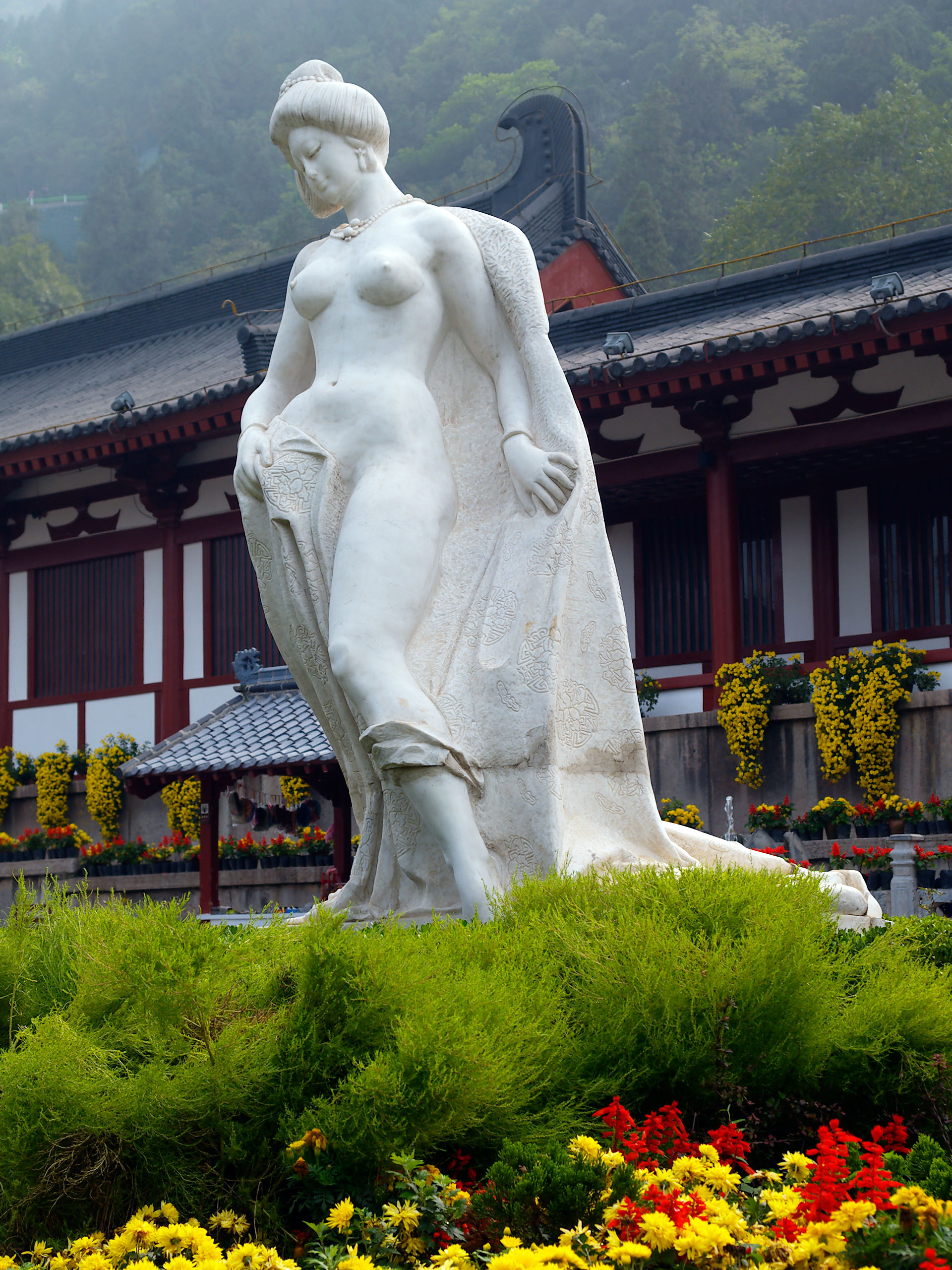
Statua di Yang Guifei (719–756), la concubina preferita dell'imperatore della Cina Xuan Zong.

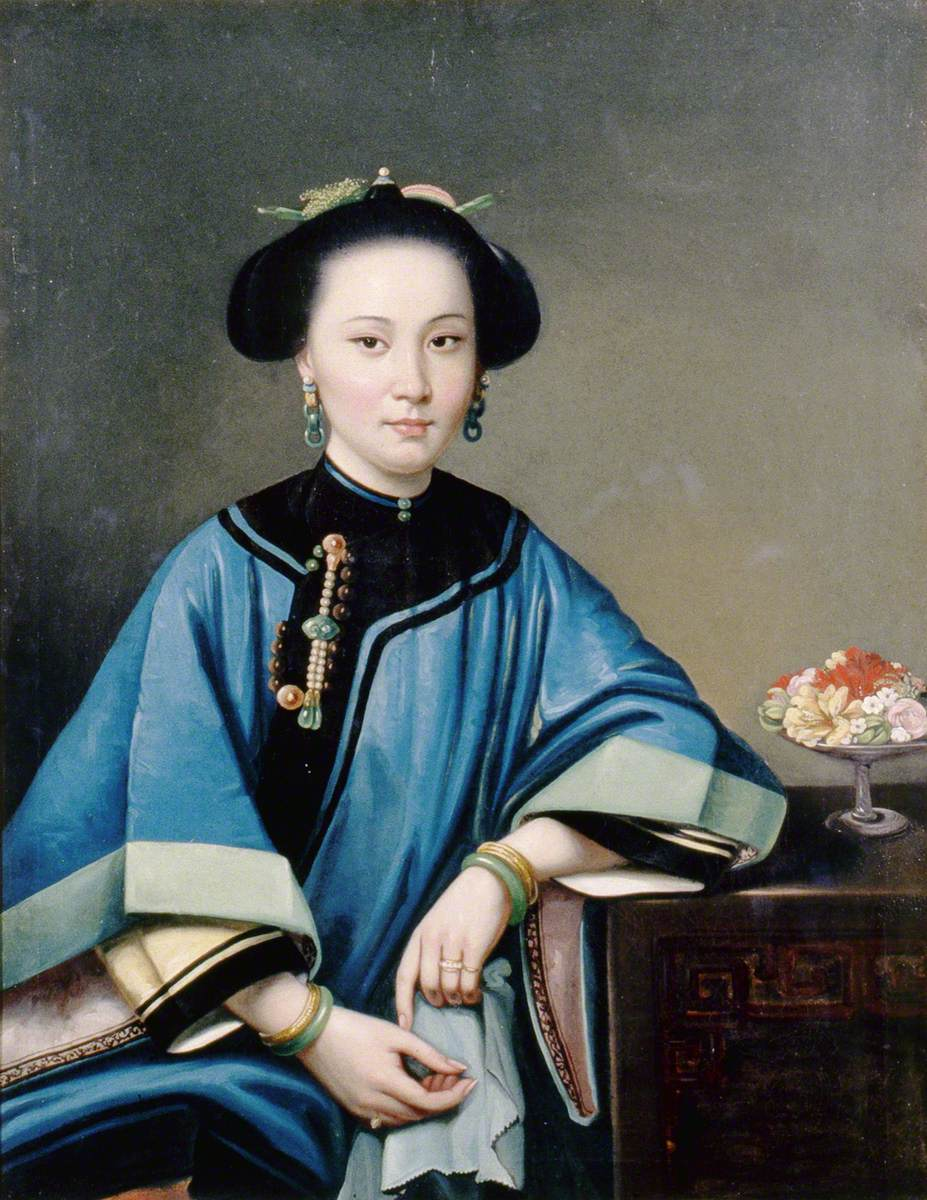
Ritratto di una concubina, del pittore cinese Lam Qua, 1864.

In Cina, gli uomini di successo avevano spesso delle concubine finché la pratica non fu messa fuori legge quando il Partito Comunista Cinese salì al potere nel 1949. Il termine cinese standard tradotto come "concubina" era qiè 妾, un termine usato fin dai tempi antichi. Il concubinato somigliava al matrimonio in quanto le concubine erano riconosciute come partner sessuali di un uomo e ci si aspettava che avessero figli per lui. Le concubine non ufficiali (cinese:婢妾; pinyin: bì qiè) erano di status inferiore e i loro figli erano considerati illegittimi. Il termine inglese concubina è usato anche per ciò che i cinesi chiamano pínfēi (cinese: 嬪妃), o "consorti di imperatori", una posizione ufficiale che spesso porta un rango molto alto.
Nella Cina premoderna era illegale e socialmente poco raccomandabile per un uomo avere più di una moglie alla volta, ma era accettabile avere concubine. Fin dai tempi più antichi gli uomini ricchi acquistavano concubine e le aggiungevano alla loro famiglia oltre alla moglie. L'acquisto di una concubina era simile all'acquisto di uno schiavo, tuttavia le concubine avevano uno status sociale più elevato.
Nei primi documenti un uomo poteva avere quante concubine poteva permettersi di acquistare. Dal periodo Han orientale (25–220 d.C.) in poi, il numero di concubine che un uomo poteva avere era limitato dalla legge. Quanto più alto era il rango e quanto più nobile l'identità possedeva un uomo, tanto più concubine gli era permesso avere. Il trattamento e la situazione di una concubina erano variabili ed erano influenzati dallo status sociale del maschio a cui era attaccata, nonché dall'atteggiamento di sua moglie. Nel capitolo del Libro dei riti su "Il modello della famiglia" (cinese: 內則) si dice: "Se c'erano riti di fidanzamento, lei diventava una moglie; e se ne restava senza, una concubina". Le mogli portavano una dote ad una relazione, ma le concubine no. Una relazione di concubinato poteva essere stipulata senza le cerimonie usate nei matrimoni, e ad una concubina non erano consentiti né un nuovo matrimonio né un ritorno alla casa natale in stato di vedovanza. Ci sono prime registrazioni di concubine presumibilmente sepolte vive con i loro padroni per "tenere loro compagnia nell'aldilà".
La posizione della concubina era generalmente inferiore a quella della moglie. Sebbene una concubina potesse produrre eredi, i suoi figli sarebbero stati di status sociale inferiore ai figli di una moglie, sebbene fossero di status superiore rispetto ai figli illegittimi. Il figlio di una concubina doveva mostrare dovere filiale verso due donne, la loro madre biologica e la loro madre legale, la moglie del padre. Dopo la morte di una concubina, i suoi figli le facevano un'offerta, ma queste offerte non furono continuate dai nipoti della concubina, che fecero offerte solo alla moglie del nonno.
Fino alla dinastia Song (960–1276), promuovere una concubina a moglie era considerato una grave violazione dell'etica sociale. Durante la dinastia Qing (1644-1911), lo status delle concubine migliorò. Diventava consentito promuovere una concubina a moglie, se la moglie originaria era morta e la concubina era la madre degli unici figli sopravvissuti. Inoltre, il divieto di costringere una vedova a risposarsi fu esteso alle concubine vedove. Durante questo periodo le tavolette per le madri concubine sembrano essere state più comunemente collocate negli altari ancestrali della famiglia, e le genealogie di alcuni lignaggi elencavano le madri concubine. Molte delle concubine dell'imperatore della dinastia Qing erano donne libere provenienti da famiglie importanti. Le concubine di uomini di status sociale inferiore potevano essere nati liberi o schiavi.
Le concubine imperiali, tenute dagli imperatori nella Città Proibita, avevano gradi diversi ed erano tradizionalmente sorvegliate da eunuchi per garantire che non potessero essere fecondate da nessuno tranne che dall'imperatore. Nella Cina Ming (1368–1644) esisteva un sistema ufficiale per selezionare le concubine per l'imperatore. L'età dei candidati variava principalmente dai 14 ai 16 anni. Virtù, comportamento, carattere, aspetto e condizione fisica erano i criteri di selezione.
Nonostante le limitazioni imposte alle concubine cinesi, ci sono diversi esempi nella storia e nella letteratura di concubine che raggiunsero grande potere e influenza. Lady Yehenara, altrimenti nota come imperatrice vedova Cixi, fu una delle concubine di maggior successo nella storia cinese. Cixi entrò per la prima volta a corte come concubina dell'imperatore Xianfeng e diede alla luce il suo unico figlio sopravvissuto, che in seguito divenne imperatore Tongzhi. Alla fine divenne la sovrana de facto della Cina Qing per 47 anni dopo la morte del marito.
Un esame delle caratteristiche del concubinato in uno dei quattro grandi romanzi classici, Il sogno della camera rossa (ritenuto un resoconto semi-autobiografico della vita familiare dell'autore Cao Xueqin). Tre generazioni della famiglia Jia sono supportate da una notevole concubina dell'imperatore, Jia Yuanchun, la sorella maggiore del protagonista maschile Jia Baoyu.
Le concubine e gli harem degli imperatori sono enfatizzati nei romanzi romantici del 21º secolo scritti per lettrici e ambientati in tempi antichi. I generi zhai dou (cinese: 宅斗, intrigo residenziale) e gong dou (cinese: 宫斗, intrigo harem) mostrano concubine e mogli, così come i loro figli, che complottano segretamente per ottenere il potere. Empresses in the Palace, un romanzo in stile gong dou e un dramma televisivo, ha avuto un grande successo nella Cina del 21º secolo.
Hong Kong ha ufficialmente abolito il Codice Legale del Grande Qing nel 1971, rendendo così illegale il concubinato. Il magnate dei casinò Stanley Ho di Macao prese la sua "seconda moglie" come concubina ufficiale nel 1957, mentre le sue "terza e quarta moglie" non mantengono lo status ufficiale.

### Mongoli
La poliginia e il concubinato erano molto comuni nella società mongola, specialmente per i potenti uomini mongoli. Gengis Khan, Ögedei Khan, Jochi, Tolui e Kublai Khan (tra gli altri) avevano tutti molte mogli e concubine.
Gengis Khan acquisì spesso mogli e concubine da imperi e società che aveva conquistato, queste donne erano spesso principesse o regine che venivano fatte prigioniere o donate a lui. concubina più famosa di Gengis Khan era Möge Khatun, che, secondo lo storico persiano Ata-Malik Juvayni, fu "data a Gengis Khan da un capo della tribù Bakrin, e lui l'amava moltissimo". Dopo la morte di Gengis Khan, Möge Khatun divenne moglie di Ögedei Khan. Ögedei la prediligeva anche come moglie e lei lo accompagnava spesso nelle sue spedizioni di caccia.

### Giappone

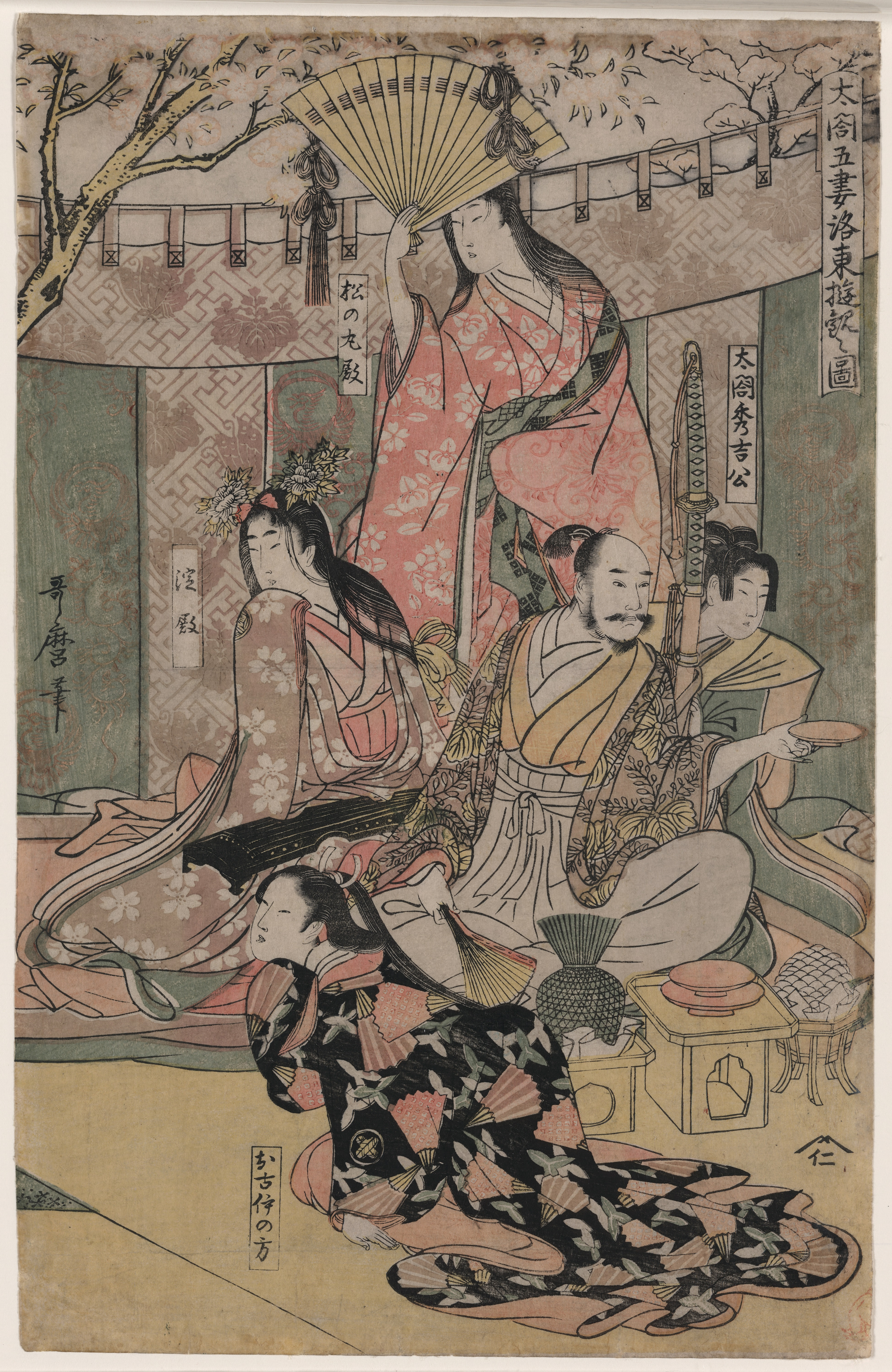
Il samurai Toyotomi Hideyoshi del XVI secolo con le sue mogli e concubine.

Prima che la monogamia fosse imposta legalmente nel periodo Meiji, il concubinato era comune tra la nobiltà. Il suo scopo era quello di garantire eredi maschi. Ad esempio, il figlio di una concubina imperiale aveva spesso la possibilità di diventare imperatore. Yanagihara Naruko, una concubina di alto rango dell'imperatore Meiji, diede alla luce l'imperatore Taishō, che fu successivamente adottato legalmente dall'imperatrice Haruko, la moglie formale dell'imperatore Meiji. Anche tra le famiglie di mercanti, il concubinato veniva occasionalmente utilizzato per assicurarsi degli eredi. Asako Hirooka, un'imprenditrice figlia di una concubina, lavorò duramente per aiutare la famiglia di suo marito a sopravvivere dopo la Restaurazione Meiji. Ha perso la fertilità dando alla luce la sua unica figlia, Kameko; così suo marito, con il quale andava d'accordo, prese la serva di Asako come concubina e generò con lei tre figlie e un figlio. Kameko, in quanto figlio della moglie formale, sposò un uomo nobile e portò avanti matrilinearmente il nome della famiglia.
Un samurai poteva prendere concubine, ma i loro trascorsi venivano controllati da samurai di rango superiore. In molti casi, prendere una concubina era simile a un matrimonio. Il rapimento di una concubina, sebbene comune nella narrativa, sarebbe stato vergognoso, se non criminale. Se la concubina era una popolana, veniva inviato un messaggero con il denaro del fidanzamento o una nota di esenzione dalle tasse per chiedere l'accettazione dei suoi genitori. Anche se la donna non sarebbe stata una moglie legale, una situazione normalmente considerata una retrocessione, molti ricchi mercanti credevano che essere la concubina di un samurai fosse superiore all'essere la moglie legale di un cittadino comune. Quando la figlia di un commerciante sposava un samurai, il denaro della sua famiglia cancellava i debiti del samurai e lo status sociale del samurai migliorava la posizione della famiglia di mercanti. Se la concubina comune di un samurai dava alla luce un figlio, il figlio poteva ereditare lo status sociale di suo padre.
Le concubine a volte esercitavano un'influenza significativa. Nene, moglie di Toyotomi Hideyoshi, era nota per aver annullato a volte le decisioni del marito e Yodo-dono, la sua concubina, divenne di fatto il padrone del castello di Osaka e del clan Toyotomi dopo la morte di Hideyoshi.

### Corea
I monarchi Joseon avevano un harem che conteneva concubine di diversi ranghi. L'imperatrice Myeongseong riuscì ad avere figli, impedendo ai figli delle concubine di ottenere il potere.
I figli delle concubine spesso avevano un valore inferiore in considerazione del matrimonio. Una figlia di concubina non poteva sposare un figlio nato dalla moglie della stessa classe. Ad esempio, Jang Nok-su era una figlia nata concubina di un sindaco, che inizialmente era sposata con un servitore schiavo, e in seguito divenne una concubina di alto rango di Yeonsangun.
La dinastia Joseon fondata nel 1392 discuteva se i figli di un genitore libero e di un genitore schiavo dovessero essere considerati liberi o schiavi. Il figlio di un padre studioso-ufficiale e di una madre schiava-concubina era sempre libero, sebbene non potesse occupare incarichi governativi.

### India

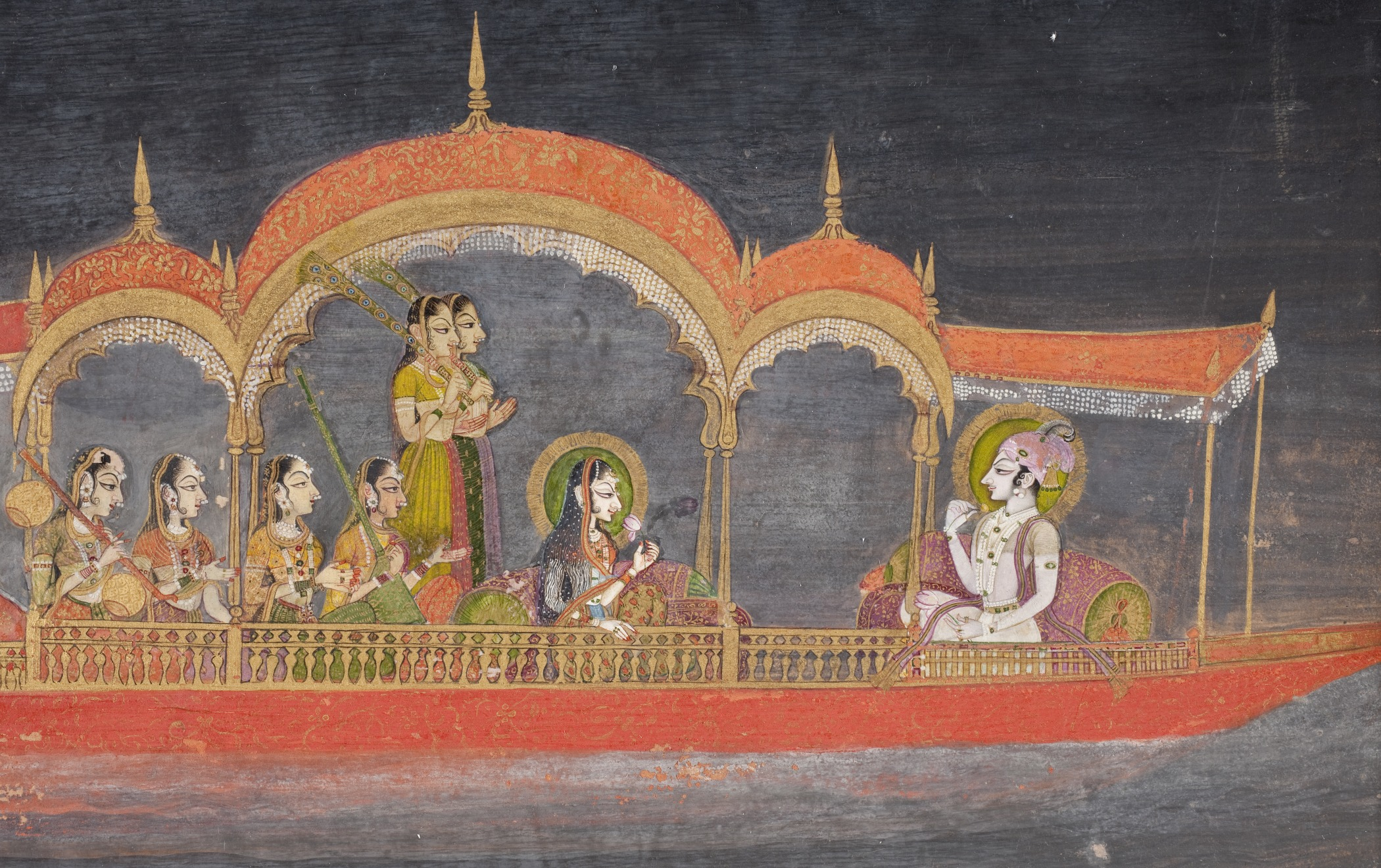
Raja Savant Singh di Kishangarh (che regnò dal 1748 al 1757) con la sua concubina preferita Bani Thani.

Nella società indù, il concubinato veniva praticato con donne con le quali il matrimonio era indesiderabile, come una donna di casta inferiore o una donna non indù. I bambini nati dal concubinato seguivano la categorizzazione in caste della madre.
Nel Rajasthan medievale, la famiglia regnante Rajput aveva spesso certe donne chiamate paswan, khawaas, pardayat. Queste donne venivano mantenute dal sovrano se la loro bellezza lo aveva colpito, ma senza matrimonio formale. A volte venivano concessi loro diritti sul reddito raccolto da un particolare villaggio, come facevano le regine. I loro figli erano socialmente accettati ma non ricevevano una quota delle proprietà della famiglia regnante e sposavano altri del loro stesso status.
Il concubinato era praticato nelle famiglie Rajput d'élite tra il XVI e il XX secolo. Le schiave o le interpreti di schiavi potevano essere elevate al rango di concubina (chiamate khavas, pavas) se un sovrano le trovava attraenti. L'ingresso nel concubinato era segnato da un rito; tuttavia, questo rituale si differenziava dai rituali che segnavano il matrimonio. I Rajput non presero concubine dalle caste intoccabili e si astenerono dal prendere Charan, Bramini e altri Rajput. Ci sono casi di mogli che fuggono con i loro amanti Rajput e diventano le loro concubine.

## Medio Oriente

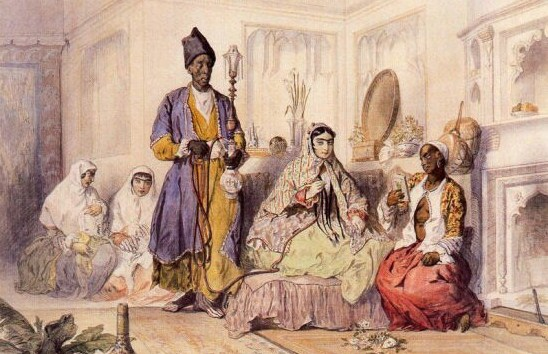
Le donne dell'Harem di Jules Laurens, circa 1847

Il concubinato nel mondo musulmano era la pratica degli uomini musulmani che entravano in relazioni intime senza matrimonio, con donne schiave, anche se in casi rari ed eccezionali, a volte con donne libere. Se la concubina dava alla luce un bambino, raggiungeva uno status più elevato noto come umm al-walad.
Era una pratica comune nel Vicino Oriente antico per i proprietari di schiavi avere rapporti intimi con individui considerati di loro proprietà, e nelle società mediterranee, ed era persistita tra le tre principali religioni abramitiche, con distinte differenze giuridiche, fin dall'antichità. La legge islamica ha interpretazioni tradizionaliste e moderne, e mentre la prima storicamente consentiva agli uomini di avere rapporti sessuali con le loro schiave, la maggior parte dei musulmani moderni e degli studiosi islamici considera la schiavitù in generale e il concubinato degli schiavi è una pratica inaccettabile.
Il concubinato era ampiamente praticato negli imperi omayyade, abbaside, mamelucco, ottomano, timuride e moghul. La prevalenza all'interno delle corti reali ha portato anche molti governanti musulmani nel corso dei secoli ad essere figli di concubine. La pratica del concubinato decadde naturalmente con l'abolizione della schiavitù.

## Europa

### Vichinghi
La poliginia era comune tra i vichinghi e gli uomini vichinghi ricchi e potenti tendevano ad avere molte mogli e concubine. Gli uomini vichinghi spesso compravano o catturavano donne e le trasformavano in mogli o concubine. Il concubinato per i Vichinghi era collegato alla schiavitù; i Vichinghi presero come concubine sia le donne libere che gli schiavi. I ricercatori hanno suggerito che i Vichinghi potrebbero aver originariamente iniziato a navigare e fare incursioni a causa della necessità di cercare donne da terre straniere. Le relazioni poliginiche nella società vichinga potrebbero aver portato a una carenza di donne idonee per il maschio medio; la poliginia aumenta la competizione maschio-maschio nella società perché crea un gruppo di uomini non sposati disposti a impegnarsi in comportamenti rischiosi di elevazione dello status e di ricerca del sesso. Pertanto, l'uomo vichingo medio avrebbe potuto essere costretto a compiere azioni più rischiose per ottenere ricchezza e potere e poter trovare donne adatte. Il concetto fu espresso nell'XI secolo dallo storico Dudone di Saint-Quentin nella sua semi-immaginaria Storia dei Normanni. Gli Annali dell'Ulster descrivono la raptio e affermano che nell'821 i Vichinghi saccheggiarono un villaggio irlandese e "portarono via un gran numero di donne in cattività".

### Cristianesimo primitivo e feudalesimo
La morale cristiana sviluppata dagli scrittori patristici promuoveva ampiamente il matrimonio come unica forma di unione tra uomini e donne. Sia sant'Agostino che san Girolamo condannarono fermamente l'istituto del concubinato. L'imperatore Giustiniano nel suo grande codice del VI secolo, il Corpus Iurus Civilis, concedeva alle concubine e ai loro figli il tipo di diritti di proprietà e di eredità solitamente riservati alle mogli. Avvicinò l'istituto del concubinato al matrimonio, ma ripeté anche il precetto cristiano secondo cui il concubinato deve essere permanente e monogamo.
Le due visioni, la condanna cristiana e la continuità secolare con l'ordinamento giuridico romano, continuarono a essere in conflitto per tutto il Medioevo, finché nei secoli XIV e XV la Chiesa vietò il concubinato nei territori sotto il suo controllo.

## Nuovo Mondo

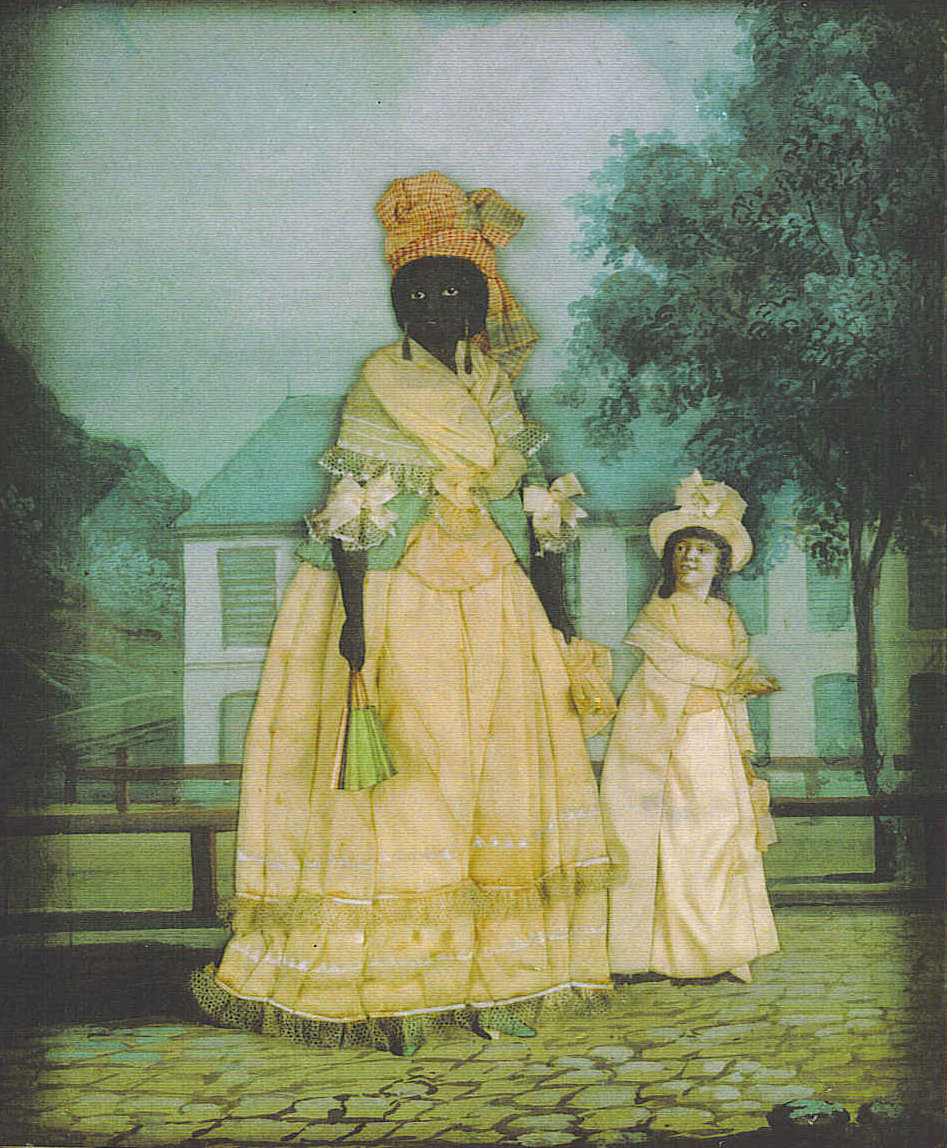
Donna libera di colore con la figlia meticcia; dipinto collage della fine del XVIII secolo, New Orleans.

Quando la schiavitù divenne istituzionalizzata nell'America coloniale, gli uomini bianchi, sposati o meno, a volte prendevano le donne schiave come concubine; i figli di tali unioni rimasero schiavi.
Nelle varie colonie europee nei Caraibi, i piantatori bianchi presero concubine nere e mulatte, a causa della carenza di donne bianche. I figli di tali unioni venivano talvolta liberati dalla schiavitù e persino ereditati dal padre, sebbene questo non fosse il caso per la maggior parte dei bambini nati da tali unioni. Queste relazioni sembravano essere state socialmente accettate nella colonia della Giamaica e attirarono persino emigranti europei sull'isola.

### Brasile
Nel Brasile coloniale, ci si aspettava che gli uomini sposassero donne che erano uguali a loro in termini di status e ricchezza. In alternativa, alcuni uomini praticavano il concubinato, una relazione sessuale extraconiugale. Questo tipo di rapporto fu condannato dalla Chiesa cattolica e il Concilio di Trento minacciò di scomunica coloro che vi si impegnavano. Le concubine costituivano sia le schiave che gli ex schiavi. Uno dei motivi per prendere le donne non bianche come concubine era che gli uomini bianchi liberi erano più numerosi delle donne bianche libere, sebbene il matrimonio tra razze non fosse illegale.

### Nuova Francia
Si dice che alcuni coloni francesi nella Nuova Francia mantenessero le donne native come "concubine", a volte mentre erano sposati con una donna bianca. Ciò era particolarmente comune in Louisiana, ma era scoraggiato dal clero.

### Stati Uniti
Dalle visite sessuali permanenti alle visite sessuali singole o seriali, queste relazioni con persone schiavizzate illustrano un radicale squilibrio di potere tra un essere umano posseduto come bene mobile e il proprietario legale dello stesso. Quando la proprietà personale degli schiavi era sancita dalla legge, una persona schiava non aveva alcun potere legale sulla propria personalità giuridica, il cui controllo legale era detenuto da un'altra entità; pertanto, uno schiavo non potrebbe mai dare un consenso reale e legale in nessun aspetto della propria vita. L'incapacità di dare qualsiasi tipo di consenso quando è ridotto in schiavitù è in parte dovuta alla capacità di un padrone di schiavi di costringere legalmente atti e dichiarazioni, inclusi quelli di affetto, attrazione e consenso attraverso ricompense e punizioni. Legalmente, tuttavia, il concetto di schiavitù mobile negli Stati Uniti e negli Stati Confederati è definito e applicato nella legge che possiede la personalità giuridica di uno schiavo; il che significa che la procura per il consenso legale è stata trovata presso il padrone dello schiavo, che era l'unica fonte di consenso nella legge all'integrità corporea e a tutti gli sforzi di quello schiavo tranne quanto regolato o limitato dalla legge. Poiché la schiavitù è riconosciuta come un crimine contro l'umanità nel diritto degli Stati Uniti, così come nel diritto consuetudinario internazionale, la base giuridica della schiavitù è ripudiata per sempre, così come ogni diritto che i proprietari-stupratori avevano di esercitare qualsiasi consenso per procura, sessuali o di altro tipo per i loro schiavi.
Gli uomini liberi negli Stati Uniti a volte prendevano schiave in rapporti che chiamavano concubinato, sebbene il matrimonio tra le razze fosse proibito dalla legge nelle colonie e nei successivi Stati Uniti. Molte colonie e stati avevano anche leggi contro il meticciato o qualsiasi relazione interrazziale. Dal 1662 la Colonia della Virginia, e poi altre, incorporarono nella legge il principio secondo cui i figli assumevano lo status di madre, cioè il principio del partus sequitur ventrem. Ciò portò a generazioni di schiavi multirazziali, alcuni dei quali erano altrimenti considerati legalmente bianchi (un ottavo o meno africano, equivalente a un bisnonno) prima della guerra civile americana.
In alcuni casi, gli uomini avevano rapporti a lungo termine con le donne schiave, dando a loro e ai loro figli di razza mista la libertà e fornendo ai loro figli apprendistato, istruzione e trasferimento di capitali. Una relazione tra Thomas Jefferson e Sally Hemings ne è un esempio. Tali accordi erano più diffusi nel sud americano durante il periodo prebellico.

### Plaçage
In Louisiana e negli ex territori francesi si sviluppò un sistema formalizzato di concubinato chiamato plaçage. Gli uomini europei prendevano come amanti donne di colore schiave o libere dopo aver preso accordi per dare loro una dote, una casa o un altro trasferimento di proprietà e, talvolta, se erano schiave, offrendo libertà e istruzione ai loro figli. Una terza classe di persone libere di colore si sviluppò, soprattutto a New Orleans. Molti divennero istruiti, artigiani e proprietari di immobili. Di lingua francese e praticanti il cattolicesimo, queste donne unirono la cultura francese e quella afroamericana e crearono un'élite tra quelle di origine europea e gli schiavi. Oggi, i discendenti delle persone libere di colore sono generalmente chiamati persone creole della Louisiana.

## Nel giudaismo

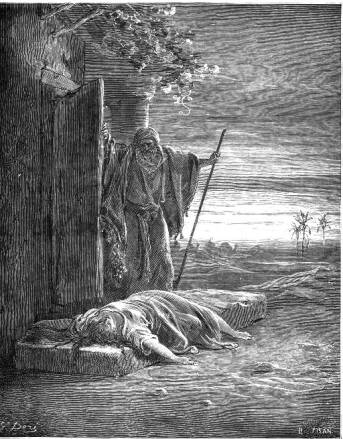
L'israelita scopre la sua concubina morta sulla soglia di casa – di Gustave Doré

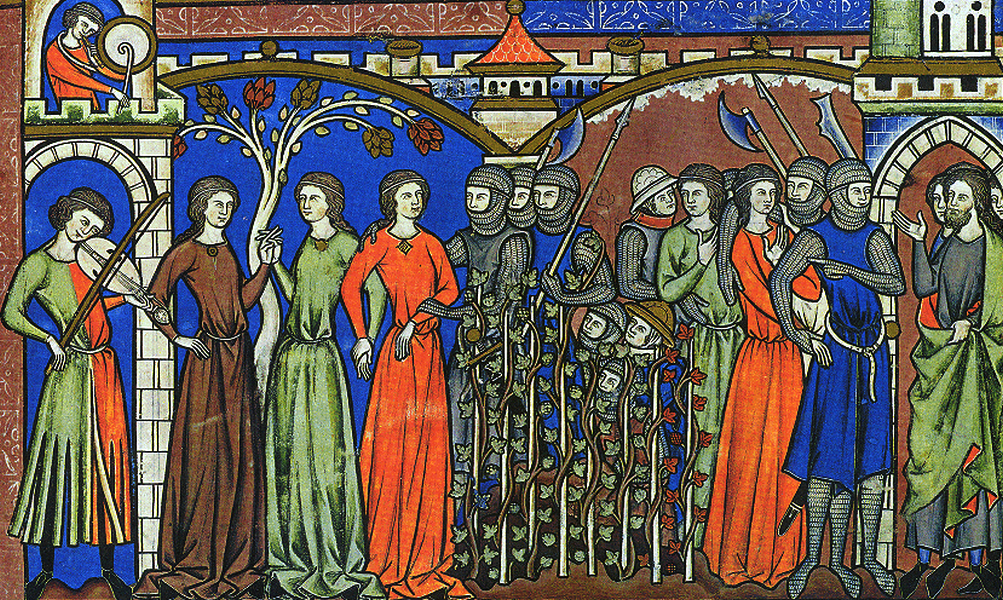
Illustrazione dalla Bibbia Morgan dei Beniaminiti che prendono le donne di Sciloh come concubine.

Nel giudaismo, una concubina è un compagno coniugale di status inferiore alla moglie. Tra gli Israeliti, gli uomini comunemente riconoscevano le loro concubine, e tali donne godevano degli stessi diritti in casa delle mogli legittime.

### Ebraismo antico
Il termine concubina non si riferiva necessariamente alle donne successive alla prima moglie. Un uomo poteva avere molte mogli e concubine. Legalmente, tutti i figli nati da una concubina erano considerati figli della moglie di lei. La concubina potrebbe non aver suscitato lo stesso rispetto della moglie. Nelle regole levitiche sui rapporti sessuali, la parola ebraica che viene comunemente tradotta con "moglie" è distinta dalla parola ebraica che significa "concubina". Tuttavia, almeno in un'altra occasione il termine è usato per riferirsi a una donna che non è una moglie – in particolare, l'ancella della moglie di Giacobbe. Nel codice levitico, i rapporti sessuali tra un uomo e la moglie di un uomo diverso erano vietati e punibili con la morte per entrambe le persone coinvolte. Poiché avere molti figli era considerata la benedizione più alta, le mogli spesso davano le loro ancelle ai mariti se erano sterili, come nel caso di Rachele e Bila. I figli della concubina avevano spesso pari diritti con quelli della moglie; per esempio, il re Abimelech era figlio di Gedeone e della sua concubina. Figure bibliche successive, come Gedeone e Salomone, avevano concubine oltre a molte mogli fertili. Ad esempio, i Libri dei Re dicono che Salomone aveva 700 mogli e 300 concubine.
Il racconto del levita senza nome in Giudici 19–20 mostra che la cattura di concubine non era appannaggio esclusivo dei re o dei patriarchi in Israele durante il tempo dei Giudici, e che lo stupro di una concubina era del tutto inaccettabile per il nazione israelita e portò ad una guerra civile.

### Ebraismo medievale e moderno
Nel giudaismo, le concubine sono indicate con il termine ebraico pilegesh (ebraico: פילגש). Il termine è un prestito dal greco antico παλλακίς, che significa "un'amante che sta in casa".
Secondo il Talmud babilonese, la differenza tra una concubina e una moglie legittima era che quest'ultima riceveva una ketubah e il suo matrimonio (nissu'in) era preceduto da un erusin ("fidanzamento formale"), cosa che non avvenne. per una concubina. Un'opinione del Talmud di Gerusalemme sostiene che anche la concubina dovrebbe ricevere un contratto di matrimonio, ma senza una clausola che specifichi un accordo di divorzio. Secondo Rashi, "mogli con kiddushin e ketubbah, concubine con kiddushin ma senza ketubbah"; questa lettura è tratta dal Talmud di Gerusalemme.
Alcuni pensatori ebrei, come Maimonide, credevano che le concubine fossero strettamente riservate alla leadership reale e quindi che un cittadino comune non potesse avere una concubina. In effetti, tali pensatori sostenevano che la gente comune non può avere alcun tipo di rapporto sessuale al di fuori del matrimonio. Maimonide non fu il primo pensatore ebreo a criticare il concubinato. Ad esempio, il Levitico Rabbah condanna severamente questa usanza. Altri pensatori ebrei, come Nahmanides, Samuel ben Uri Shraga Phoebus e Jacob Emden, si opposero fortemente all'idea che le concubine dovessero essere proibite. Nonostante questi divieti, il concubinato rimase diffuso tra le famiglie ebraiche dell'impero ottomano e somigliava alla pratica tra le famiglie musulmane.
Nell'ebraico del contemporaneo Stato di Israele, pilegesh è spesso usato come l'equivalente della parola inglese "mistress" - cioè la compagna nelle relazioni extraconiugali - indipendentemente dal riconoscimento legale. Sono stati avviati tentativi per rendere popolare il pilegesh come una forma di relazione prematrimoniale, non coniugale o extraconiugale (che, secondo il punto di vista della(e) persona(e) che la(le) emana(no), è consentita dalla legge ebraica).

## Concubinato e schiavitù
In alcuni contesti, l'istituto del concubinato si discostava da una libera convivenza quasi coniugale nella misura in cui era vietato ad una donna libera di essere coinvolta in un concubinato e l'istituto era riservato solo agli schiavi. Questo tipo di concubinato è stato praticato nelle culture patriarcali nel corso della storia. Molte società liberavano automaticamente la concubina dopo aver avuto un figlio. Tra le società che non richiedevano legalmente la manomissione delle concubine, di solito veniva eseguita comunque.La caratteristica del concubinato che lo rendeva attraente per alcuni uomini era che la concubina dipendeva dall'uomo; potrebbe essere venduta o punita per volontà del padrone. Secondo Orlando Peterson, gli schiavi presi come concubine avrebbero avuto un livello di benessere materiale più elevato rispetto agli schiavi utilizzati nell'agricoltura o nell'estrazione mineraria.